# Kinh tế châu Phi
Kinh tế châu Phi bao gồm thương mại, công nghiệp, nông nghiệp và nguồn nhân lực của lục địa. Thời điểm 2019, khoảng 1,3 tỷ người  sinh sống ở 54 quốc gia khác nhau ở châu Phi. Châu Phi là một lục địa giàu tài nguyên. Sự tăng trưởng gần đây là do sự tăng trưởng về doanh số bán hàng hóa, dịch vụ và sản xuất.
Tây Phi, Đông Phi, Trung Phi và Nam Phi nói riêng, dự kiến sẽ đạt GDP tổng cộng 29 nghìn tỷ đô la vào năm 2050.
Vào tháng 3 năm 2013, Châu Phi được xác định là lục địa nghèo nhất thế giới: Toàn bộ GDP kết hợp của Châu Phi chỉ bằng một phần ba GDP của Hoa Kỳ; tuy nhiên, Ngân hàng Thế giới hy vọng rằng hầu hết các nước châu Phi sẽ đạt được trạng thái "thu nhập trung bình" (được xác định là ít nhất 1000 đô la Mỹ mỗi người một năm) vào năm 2025 nếu tốc độ tăng trưởng hiện tại tiếp tục. Năm 2013, Châu Phi là lục địa tăng trưởng nhanh nhất thế giới với 5,6% một năm và GDP dự kiến sẽ tăng trung bình hơn 6% một năm trong khoảng thời gian từ 2013 đến 2023. Năm 2017, Ngân hàng Phát triển Châu Phi đã báo cáo Châu Phi là nền kinh tế tăng trưởng nhanh thứ hai thế giới và ước tính tăng trưởng trung bình sẽ tăng trở lại 3,4% trong năm 2017, trong khi tăng trưởng dự kiến sẽ tăng 4,3% trong năm 2018
.
Sự tăng trưởng kinh tế đã diễn ra trên khắp lục địa, với hơn một phần ba các quốc gia châu Phi có tỷ lệ tăng trưởng 6% hoặc cao hơn, và 40% tăng trưởng khác từ 4% đến 6% mỗi năm. Một số nhà quan sát kinh doanh quốc tế cũng đã gọi Châu Phi là động lực tăng trưởng kinh tế trong tương lai của thế giới.